# Zając nadrzeczny
Zając nadrzeczny (Lepus yarkandensis) – gatunek ssaka z rodziny zającowatych (Leporidae) występujący endemicznie w Chinach.

## Taksonomia
W 1875 roku niemiecki zoolog Albert C.L.G. Günther po raz pierwszy opisał zająca nadrzecznego, nadając mu nazwę Lepus yarkandensis, w czasopiśmie naukowym „Annals and Magazine of Natural History”. Radziecki teriolog Aleksiej Guriejew w 1964 roku, a także rosyjski paleontolog Aleksandr Awierjanow w 1998 roku umieścili gatunek w podrodzaju Tarimolagus. Nie ma uznanych podgatunków.
Wśród izolowanych populacji Kotliny Kaszgarskiej występuje niski przepływ genów i podział genetyczny. Analiza sekwencji pętli D mitochondriów wykazała, że pomiędzy niektórymi populacjami zaobserwowano znaczną dywergencję genetyczną, podczas gdy pomiędzy innymi populacjami nie zaobserwowano dużej dywergencji genetycznej. W populacjach zamieszkujących południowe obrzeża pustyni Takla Makan stwierdzono niższy poziom różnorodności genetycznej. Uważa się, że wzór mieszania się linii genetycznych widoczny w danych DNA mitochondrialnego cytochromu b może wynikać z intensywnego przepływu genów w populacjach zajęcy nadrzecznych. Można to wyjaśnić prawdopodobną ekspansją demograficzną gatunku w okresie interglacjału późnego plejstocenu. Wschodnie i północne obszary występowania mogły podlegać trzem kolonizacjom polodowcowym.

## Morfologia
Długość ciała (bez ogona) 285–430 mm, długość ogona 55–86 mm, długość ucha 90–110 mm, długość tylnej stopy 90–110 mm, masa ciała 1,1–1,9 kg. Zająca nadrzecznego charakteryzuje mały rozmiar, stosunkowo długie uszy i jasna sierść. Czaszka nieco mała z wąskim nosem, tylna część kości nosowej płaska i prosta, o dobrze rozwiniętych gałkach ocznych. Ich futro w szacie letniej jest proste, a grzbietowa część ciała jest piaskowo-żółte lub piaskowo-brązowe, zmieszana z jasnoszarymi bokami, brzuszna część jest całkowicie biała. Zewnętrzne strony przednich i tylnych nóg są piaskowo-żółte, a wewnętrzne strony są białe. Ogon u góry jest dymno-szary, z białawym lub kremowo-żółtawym odcieniem na spodzie i po bokach. Futro w zimowej szacie jest jaśniejsze, a wierzchnia warstwa ma jasnobrązowy kolor piaskowy. Od zajęcy pustynnego i wełnistego odróżnia go brak czarnego koloru na końcach uszu i szarego koloru na zadniej części ciała, jest on także mniejszy rozmiarem i ma cieńsze nogi. Górne siekacze wypełnione są cementem i mają bruzdy w kształcie litery V.
Naukowcy zauważają, że ze względu na gorący i suchy klimat Kotliny Kaszgarskiej zające nadrzeczne są mniejsze od innych gatunków zajęcy w Sinciang i tworzą własną, unikalną morfologię, która jest zgodna z modelem ewolucji biologicznej autorstwa Carla Bergmanna. Według badań z 2024 roku kolor sierści jest powiązany z adaptacją środowiskową. Konkretnie, kolor sierści zająca nadrzecznego, który zamieszkuje niezwykle gorące i suche środowisko pustynne, jest piaskowo-żółty, gdy przykładowo zające zamieszkujące stosunkowo łagodniejsze siedliska równin mają sierść szarą z domieszką czerni. Cechy morfologiczne są zgodne z Regułą Glogera mówiącej, że ssaki żyjące w regionach suchych zawierają więcej feomelaniny, a ssaki żyjące w regionach wilgotnych zawierają więcej eumelaniny.

## Zasięg występowania
Zając nadrzeczny jest endemitem dla Chin i jego występowanie ogranicza się do Kotliny Kaszgarskiej w południowym Sinciang.
Mimo że nie ma informacji na temat areału osobniczego tego gatunku, wcześniej wnioskowano o dużej gęstości populacji. W 1983 roku chiński badacz Yao-ting Gao zanotował, że w ciągu trzech godzin obserwacji w terenie cztery osoby były w stanie znaleźć dwadzieścia lub więcej zajęcy nadrzecznych.
Rozmieszczenie zająca nadrzecznego rozszerza się w kierunku północnej i południowo-zachodniej Kotliny Kaszgarskiej oraz podnóża Gór Ałtajskich. Może to być spowodowane trudnymi warunkami siedliskowymi i niedoborem żywności.

## Ekologia

### Siedlisko
Zając ten preferuje kotliny i obszary pustynne porośnięte tamaryszkiem chińskim, krzewami lub topolą, wzdłuż obrzeży rzek otaczających góry na pustyni Takla Makan. Wykorzystuje również trzcinowiska rosnące wzdłuż rzek jako schronienie i unika pól uprawnych. Szacuje się, że w Kotlinie Kaszgarskiej żyje około 200 tys. osobników.

### Tryb życia
Jest to gatunek zwykle wychodzący wczesnym rankiem lub późnym wieczorem, ale może też żerować w nocy. W ciągu dnia ukrywa się w zagłębieniach, pod roślinnością. Żerując na trawie i uprawach, zając nadrzeczny korzysta z tradycyjnych szlaków żerowania, które mogą mieć 1-2 kilometrów odległości.

### Rozród
Sezon rozrodczy rozpoczyna się w lutym i może trwać od siedmiu do ośmiu miesięcy, aż do września. Samica wydaje na świat dwa lub trzy mioty, w każdym z których znajduje się od dwóch do pięciu młodych.

### Zależności międzygatunkowe
Na zająca nadrzecznego polują głównie orły.
W południowo-zachodnim Pamirze i obszarów granicznych między Kotliną Kaszgarską a Pamirem zając nadrzeczny krzyżuje się z zającem pustynnym z podgatunku pamirensis z powodu nakładających się lub sąsiadujących obszarów. Strefa hybrydowa znajduje się między oba gatunkami wzdłuż granicy między Pamirem a Kotliną Kaszgarską, co skutkuje pewnym stopniem introgresji genetycznej i nieodróżnialnymi cechami morfologicznymi w morfologii zewnętrznej tych zajęcy. Według badań z 2024 roku mając południowo-zachodnią Kotlinę Kaszgarską jako schronienie zając nadrzeczny mógł migrować i rozprzestrzeniać się wielokrotnie w swojej historii ewolucyjnej, powodując hybrydyzację między gatunkami zająców, co prowadziło do introgresji genów i skutkowało mieszanymi relacjami między zającami na południowo-zachodnim Pamirze i jego okolicach. Hybrydyzacja prawdopodobnie występuje między zającem nadrzecznym w północnej Kotlinie Kaszgarskiej a zającem stepowym z podgatunku centrasiaticus.

## Ochrona
Gatunek ten został sklasyfikowany jako bliski zagrożenia na Czerwonej księdze gatunków zagrożonych Międzynarodowej Unii Ochrony Przyrody i Czerwonej księdze kręgowców Chin. Chińscy genetycy stwierdzili, że gatunek ten jest zagrożony ze względu na ograniczone siedlisko i jego fragmentację, a także nadmierne polowania i kłusownictwo.